# Orchestre national d'Auvergne
L'Orchestre national d'Auvergne, renommé en juin 2023 Orchestre national Auvergne-Rhône-Alpes, est un ensemble à cordes français créé en 1981 et résidant à Clermont-Ferrand.
Il a d'abord été dirigé par Jean-Louis Barbier puis par Jean-Jacques Kantorow, Arie van Beek et Roberto Forés Veses. Il a peu à peu acquis une signature sonore spécifique qui le rend très identifiable au sein des grands orchestres français. Il est aujourd'hui placé sous la conduite de Thomas Zehetmair et des chefs associés Enrico Onofri et Christian Zacharias. 
La forme de cet ensemble à cordes peut aller du quatuor à la formation symphonique. En 2019 il a obtenu la labellisation Orchestre national en région. Il se produit à l'international mais aussi dans la métropole clermontoise et les villes et villages d'Auvergne. Il a gravé un total de 50 albums allant du style baroque à la création contemporaine et a créé son propre label 100 % digital.

## Histoire
L'orchestre a été fondé en 1981 à l'initiative du Ministère de la Culture, du conseil régional d'Auvergne et de la ville de Clermont-Ferrand.
L'ensemble a d'abord été placé sous les directions musicales de Jean-Louis Barbier de 1982 à 1984 puis de Jean-Jacques Kantorow de 1994 à janvier 2011. Sa direction a ensuite été reprise par Arie van Beek puis par Roberto Forés Veses et enfin par Thomas Zehetmair.
Il crée son propre label 100 % digital, OnA Live, accessible librement en streaming. Il totalise à ce jour plus de 400 000 écoutes dans près de 160 pays.

## Composition
Violons
- Violon solo : Guillaume Chilemme
- Violon 1er co-solo : Ryo Kojima
- violon 2nd co-solo : Yoh Shimogoryo
- Violon chef d'attaque : Harumi Ventalon
- violon 2nd solo : Juliette Diaz
- Raphaël Bernardeau, Minami Korai, Robert McLeod, Lina Octeau, Marta Petrlikova, Philippe Pierre

Altos
- Alto solo : Cyrille Mercier
- 2nd solo : Baptiste Vay
- Isabelle Hernaïz
- Cédric Holweg

Violoncelles
- Violoncelle Solo : Jean-Marie Trotereau
- Violoncelle 2nd solo : Takashi Kondo
- Eric Moschetta
- Octave Diaz

Contrebasses
- Contrebasse solo : Ricardo Delgado
- 2nd solo : Laurent Bécamel